# Austin, Pennsylvania
Austin là một thị trấn thuộc quận Potter, tiểu bang Pennsylvania, Hoa Kỳ. Năm 2010, dân số của thị trấn này là 562 người.